# Gančani
Gančani is een plaats in Slovenië en maakt deel uit van de gemeente Beltinci in de NUTS-3-regio Pomurska. De plaats telde 978 inwoners op 1 januari 2020.

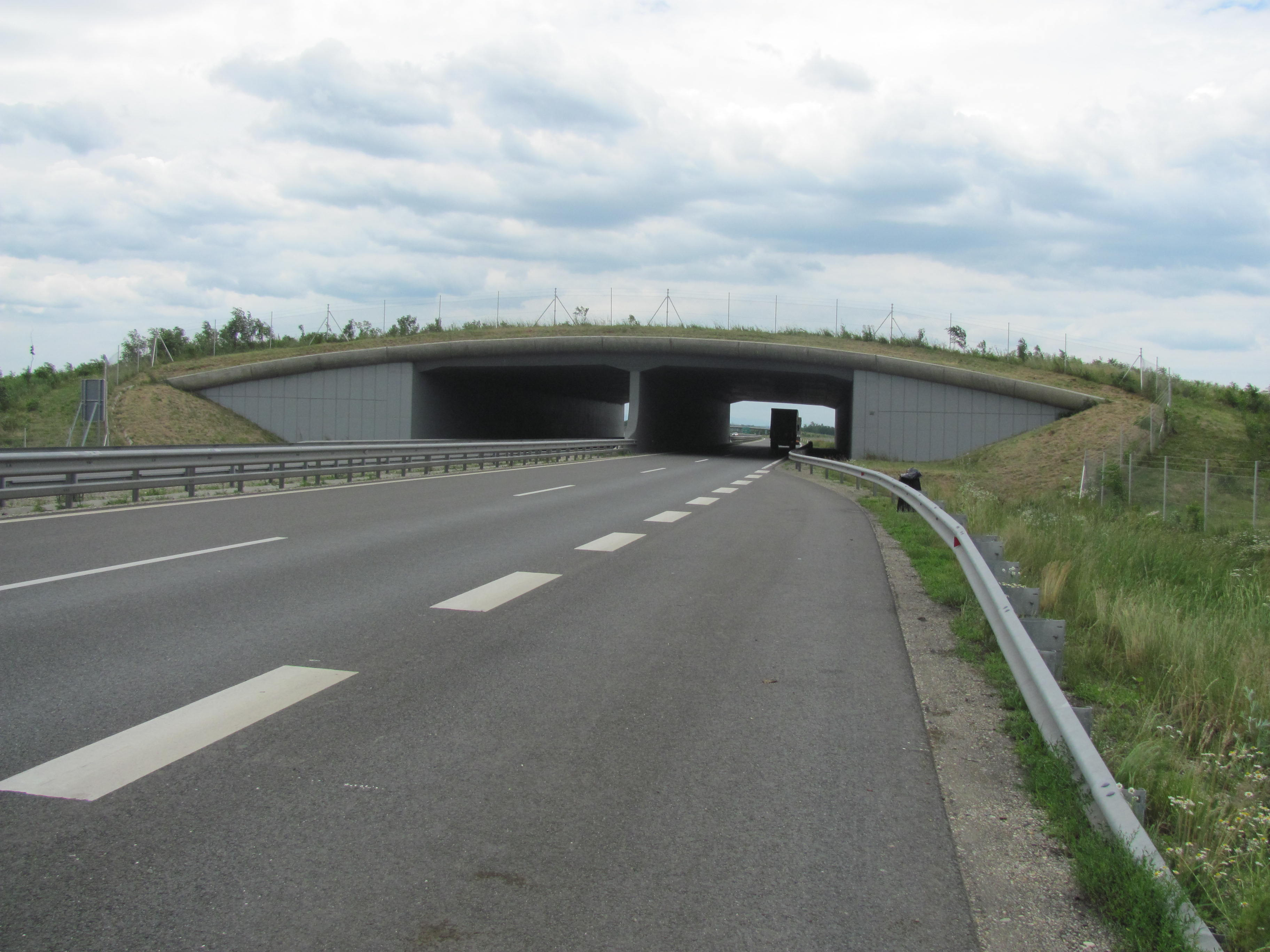
Ecoduct in de buurt van Gančani